# Mitja Valenčič
Mitja Valenčič (* 1. Februar 1978 in Cerklje na Gorenjskem) ist ein ehemaliger slowenischer Skirennläufer. Er war auf die Disziplin Slalom spezialisiert und startete bis 2008 auch im Riesenslalom.

## Biografie
Im Dezember 1994 nahm Valenčič an seinen ersten FIS-Rennen teil, ab Dezember 1996 folgten Einsätze im Europacup. 1995 gewann er die Silbermedaille im Slalom bei den Europäischen Olympischen Winter-Jugendtagen in Andorra la Vella.
Am 5. Januar 1997 fuhr er erstmals in einem Weltcup-Rennen, dem Riesenslalom in Kranjska Gora, kam jedoch nicht in die Wertung. Als 18. des Slaloms in Kitzbühel gewann er am 26. Januar 1998 die ersten Weltcuppunkte. Der weitere Karriereverlauf von Valenčič war von vielen Ausfällen und Nichtqualifikationen für zweite Läufe geprägt. Das erste Top-10-Ergebnis gelang Valenčič am 15. Dezember 2003 mit Platz neun im Slalom von Madonna di Campiglio. Erst über vier Jahre später, am 9. Februar 2008, erreichte er im Slalom von Garmisch-Partenkirchen wieder einen neunten Platz. Dasselbe Resultat erzielte er auch am 16. November 2008 in Levi.
In der Saison 2008/09, seit der er nur noch im Slalom und nicht mehr im Riesenslalom startete, war Valenčič deutlich weniger von Ausfällen betroffen als zuvor und erreichte den 24. Platz im Slalomweltcup. Zuvor war er noch nie unter die besten 30 gekommen. In der Saison 2009/10 konnte er sich weiter steigern, erreichte am 6. Januar 2010 mit Platz vier im Slalom von Zagreb sein bestes Weltcupergebnis und wurde 16. im Slalomweltcup. In der Folge nahm seine Leistungen ab. 2010/11 erreichte er noch eine Top-10-Platzierung, 2011/12 war er dreimal unter den besten Zehn. In den nächsten beiden Wintern gelang ihm dies nicht mehr. Am 9. März 2014 bestritt er in Kranjska Gora sein letztes Weltcuprennen.
Valenčič nahm an sechs Weltmeisterschaften teil; das beste Ergebnis erzielte er 2007 in Åre als Neunter des Riesenslaloms. Bei den Olympischen Winterspielen 2006 in Turin fuhr er im Riesenslalom auf den 12. Platz; vier Jahre später erreichte er bei den Olympischen Winterspielen 2010 in Vancouver den sechsten Platz im Slalom. Den elften Platz in derselben Disziplin erreichte er bei den Olympischen Winterspielen 2014 in Sotschi.

## Erfolge

### Olympische Spiele
- Turin 2006: 12. Riesenslalom
- Vancouver 2010: 6. Slalom
- Sotschi 2014: 11. Slalom

### Weltmeisterschaften
- Vail/Beaver Creek 1999: 23. Slalom
- Santa Caterina 2005: 15. Slalom, 21. Riesenslalom
- Åre 2007: 9. Riesenslalom
- Garmisch-Partenkirchen 2011: 13. Slalom
- Schladming 2013: 10. Slalom

### Weltcup
- 11 Platzierungen unter den besten zehn

### Weltcupwertungen
| Saison  | Gesamt | Gesamt | Riesenslalom | Riesenslalom | Slalom | Slalom |
| Saison  | Platz  | Punkte | Platz        | Punkte       | Platz  | Punkte |
| ------- | ------ | ------ | ------------ | ------------ | ------ | ------ |
| 1997/98 | 116.   | 13     | -            | -            | 48.    | 13     |
| 1998/99 | 99.    | 24     | -            | -            | 41.    | 24     |
| 1999/00 | 82.    | 58     | -            | -            | 37.    | 58     |
| 2001/02 | 119.   | 16     | -            | -            | 50.    | 16     |
| 2002/03 | 132.   | 9      | -            | -            | 53.    | 9      |
| 2003/04 | 74.    | 75     | 40.          | 20           | 34.    | 55     |
| 2004/05 | 100.   | 31     | 48.          | 14           | 48.    | 17     |
| 2005/06 | 93.    | 39     | 51.          | 7            | 39.    | 32     |
| 2006/07 | 90.    | 59     | 44.          | 5            | 32.    | 54     |
| 2007/08 | 96.    | 43     | -            | -            | 36.    | 43     |
| 2008/09 | 69.    | 92     | -            | -            | 24.    | 92     |
| 2009/10 | 59.    | 126    | -            | -            | 16.    | 126    |
| 2010/11 | 63.    | 123    | -            | -            | 22.    | 123    |
| 2011/12 | 48.    | 202    | -            | -            | 14.    | 202    |
| 2012/13 | 86.    | 47     | -            | -            | 32.    | 47     |
| 2013/14 | 83.    | 54     | -            | -            | 29.    | 54     |

### Europacup
- 2 Podestplätze, davon 1 Sieg:

| Datum            | Ort      | Land    | Disziplin |
| ---------------- | -------- | ------- | --------- |
| 22. Februar 2006 | Madesimo | Italien | Slalom    |

### Juniorenweltmeisterschaften
- Hoch-Ybrig 1996: 8. Slalom, 11. Riesenslalom
- Schladming 1997: 5. Riesenslalom, 27. Super-G
- Megève 1998: 18. Riesenslalom

### Weitere Erfolge
- 1 Sieg im Far East Cup
- 2 Podestplätze im Nor-Am Cup
- 11 Siege in FIS-Rennen (8× Slalom, 2× Riesenslalom)
- 4 slowenische Meistertitel (Riesenslalom 2006; Slalom 2007, 2011 und 2013)